# 宮島亞彌
宫岛亚弥（日语：／ Miyajima Aya */?，1997年11月27日—）是日本前偶像藝人、SHOWROOM直播主，為女子偶像團體NGT48 Team NIII前成員，新潟县长冈市出身，所属经纪公司为AKS。

## 经历
2015年7月，宫岛参加了NGT48第1期生徵选，并在5,850名报名者中脱颖而出，成为NGT48的22名首批成员之一。8月21日，宫岛作为NGT48成員在新潟市歷史博物館前廣場初次披露並進行了表演。2016年1月10日，宫岛於NGT48剧场开幕公演中正式於劇場出道，同日宣布16人结成Team NIII，但宫岛遗憾未能升格，而以研究生（預備成員）的身分活動。
2017年5月31日公布的AKB48第49張單曲選拔總選舉速报中，宫岛以8,401票获得暂定的第31名。宫岛最終以16,930票的成績，奪下第9屆AKB48選拔總選舉的第70名，为NGT48在該屆總選舉成绩的第8名。在2017年9月7日举行的剧场公演将结束时，NGT48公布了将于12月6日发行第二张单曲的消息，宫岛与同为研究生的角尤利娅被选为主打曲目的选拔成员之一，首次进入单曲选拔。
2018年2月8日，NGT48在劇場公演上發布即將在4月11日發行第3張單曲的消息，包括宮島在內的全體NGT48第1期生均為選拔成員。3月27日，宮島透過NGT48營運方發布因休養身體而暫停演藝活動的消息，同時宣布不會參加同年5月起跑的第10屆AKB48選拔總選舉。4月13日，组合首次在根據地新潟舉辦的大型演唱會「NGT48單獨演唱會～朱鷺來了！從新潟邁向全國！～」在朱鷺展覽館舉行，演唱會上發表首次組閣（分隊編組調整）的消息，宮島虽因休养缺席此次演唱会，但也获升格进入組閣後的第二代Team NIII。
2018年5月22日，宮島出演當日舉行的NGT48劇場公演，恢復演藝活動，但同時在公演上宣布將在7月底從NGT48畢業。8月6日，在NGT48劇場舉行畢業公演後，正式從NGT48畢業。

## 參與歌曲
- 標註「★」符號者，表示該首歌曲有拍攝MV。

### 單曲CD
NGT48
|     | 發行日期       | 單曲名稱                         | 參與歌曲名稱                | 名義    | 收錄於 | MV | 備註                      |
| --- | -------------- | -------------------------------- | --------------------------- | ------- | ------ | -- | ------------------------- |
| 1st | 2017年04月12日 | 青春时钟                         | 寻求黑暗                    |         | Type C | ★  | [ 16 ]                    |
| 1st | 2017年04月12日 | 青春时钟                         | 亲密的称呼                  | 研究生  | 劇場盤 |    |                           |
| 2nd | 2017年12月06日 | 蓝天会延续到这世界上的哪里去呢？ | 世界的蓝天一直延续到哪里呢? |         | 全版本 | ★  | A面曲 初次进入NGT48选拔组 |
| 2nd | 2017年12月06日 | 蓝天会延续到这世界上的哪里去呢？ | 我的眼泪流不出来            | SNS选拔 | 全版本 |    | [ 17 ]                    |
| 2nd | 2017年12月06日 | 蓝天会延续到这世界上的哪里去呢？ | 有什么东西在                |         | Type C | ★  | [ 17 ]                    |
| 3rd | 2018年04月11日 | 春天哪裡來？                     | 春天哪裡來？                |         | 全版本 | ★  | A面曲                     |
| 3rd | 2018年04月11日 | 春天哪裡來？                     | Whatcha Gonna Do            |         | Type-C | ★  |                           |

AKB48
|      | 發行日期       | 單曲名稱    | 參與歌曲名稱     | 名義           | 收錄於 | MV | 備註 |
| ---- | -------------- | ----------- | ---------------- | -------------- | ------ | -- | ---- |
| 43rd | 2016年03月09日 | 你就是旋律  | Max朱鷺315號     | NGT48          | Type-D | ★  |      |
| 44th | 2016年06月01日 | 不需要翅膀  | 你在哪裡?        | NGT48          | 劇場盤 |    |      |
| 47th | 2017年03月15日 | Shoot Sign  | 綠意森林運動公園 | NGT48          | Type-D | ★  |      |
| 49th | 2017年08月30日 | #就是喜欢你 | 月光假面         | Upcoming Girls | Type-C | ★  |      |

### 劇場公演分組曲
| 公演名稱                                | 參與歌曲名稱       | 備註             |
| --------------------------------------- | ------------------ | ---------------- |
| 研究生时期                              |                    |                  |
| Team NIII 1st Stage「PARTY開始了」公演  | 裙摆飘飘           | 中井莉加的代演   |
| Team NIII 1st Stage「PARTY開始了」公演  | 同班同学           | 长谷川玲奈的代演 |
| Team NIII 2nd Stage「睡衣兜風」公演     | 无望之泪           | 加藤美南的代演   |
| 研究生「PARTY開始了・加尔维斯敦街」公演 | 裙摆飘飘           |                  |
| Team NIII 3rd Stage「荣耀之丘」公演     | 残酷的雨           | 柏木由纪的代演   |
| Team NIII 3rd Stage「荣耀之丘」公演     | 下级的梦           | 加藤美南的代演   |
| 研究生「PARTY開始了・越后雪椿」公演     | 同班同学           |                  |
| 研究生「PARTY開始了・越后雪椿」公演     | 星的温度           |                  |
| 加藤Team NIII时期                       |                    |                  |
| Team NIII 3rd Stage「荣耀之丘」公演     | 牵左手离开         |                  |
| Team NIII 3rd Stage「荣耀之丘」公演     | 在拉斯维加斯结婚吧 |                  |